# August Desch
August Desch (Estados Unidos, 12 de diciembre de 1898-noviembre de 1964) fue un atleta estadounidense, especialista en la prueba de 400 m vallas en la que llegó a ser medallista de bronce olímpico en 1920.

## Carrera deportiva
En los JJ. OO. de Amberes 1920 ganó la medalla de bronce en los 400 m vallas, empleando un tiempo de 54.7 segundos, siendo superado por sus compatriotas Frank Loomis, que con 54.0 s batió el récord del mundo, y John Norton (plata con 54.6 segundos).